# Sergio María García
Sergio María García (Fresno de Río Tirón, Burgos) más conocido como Sergio María, es un actor español de teatro, cine y televisión. Conocido por su participación en diferentes proyectos de televisión y cine de los que destaca desde “La que se avecina” (2021), "El Pueblo” (2020-2021), “Amar es para siempre” (2018) hasta “Rifkin's Festival” (2019) de Woody Allen, entre muchos otros.

## Formación
Se ha formado en una de las principales escuelas de Madrid, el Estudio Juan Codina, además de contar con una Diplomatura  y un máster de Interpretación en Central de Cine. Ha realizado diversos cursos intensivos con los directores de casting más célebres de España, entre ellos Diego Betancor, Cristina Perales, Carmen Utrilla, Rosa Estévez, Tonucha Vidal.

## Series de televisión

### Series
| Año               | Serie                | Papel                | Cadena       |
| ----------------- | -------------------- | -------------------- | ------------ |
| 2022              | Amar es para siempre | Bergañitos           | Antena 3     |
| 2021              | El Pueblo T3         | Julián               | Telecinco    |
| 2020              | La que se avecina    | Episódico            | Telecinco    |
| 2019 - 2018       | El Pueblo T1         | Personaje de reparto | Amazon Prime |
| 2017 - actualidad | Alta Mar             | Pequeña parte        | Netflix      |

### Cine
| Año  | Título              | Papel           |
| ---- | ------------------- | --------------- |
| 2020 | Rifkin's Festival   | Odgen's Partner |
| 2018 | A través del espejo | Reparto         |

### Cortometrajes
| Año  | Título       | Papel         |
| ---- | ------------ | ------------- |
| 2022 | El establo   | Protagonista  |
| 2021 | Des-Gracias  | Luis          |
| 2029 | Bisturí      | Reparto       |
| 2018 | 1 de octubre | Protagonista. |

### Teatro
| Año               | Obra                   | Papel   |
| ----------------- | ---------------------- | ------- |
| 2021 - actualidad | El Caballero de Olmedo | Tello   |
| 2018              | La función desastre    | Reparto |